# Višnjička banja

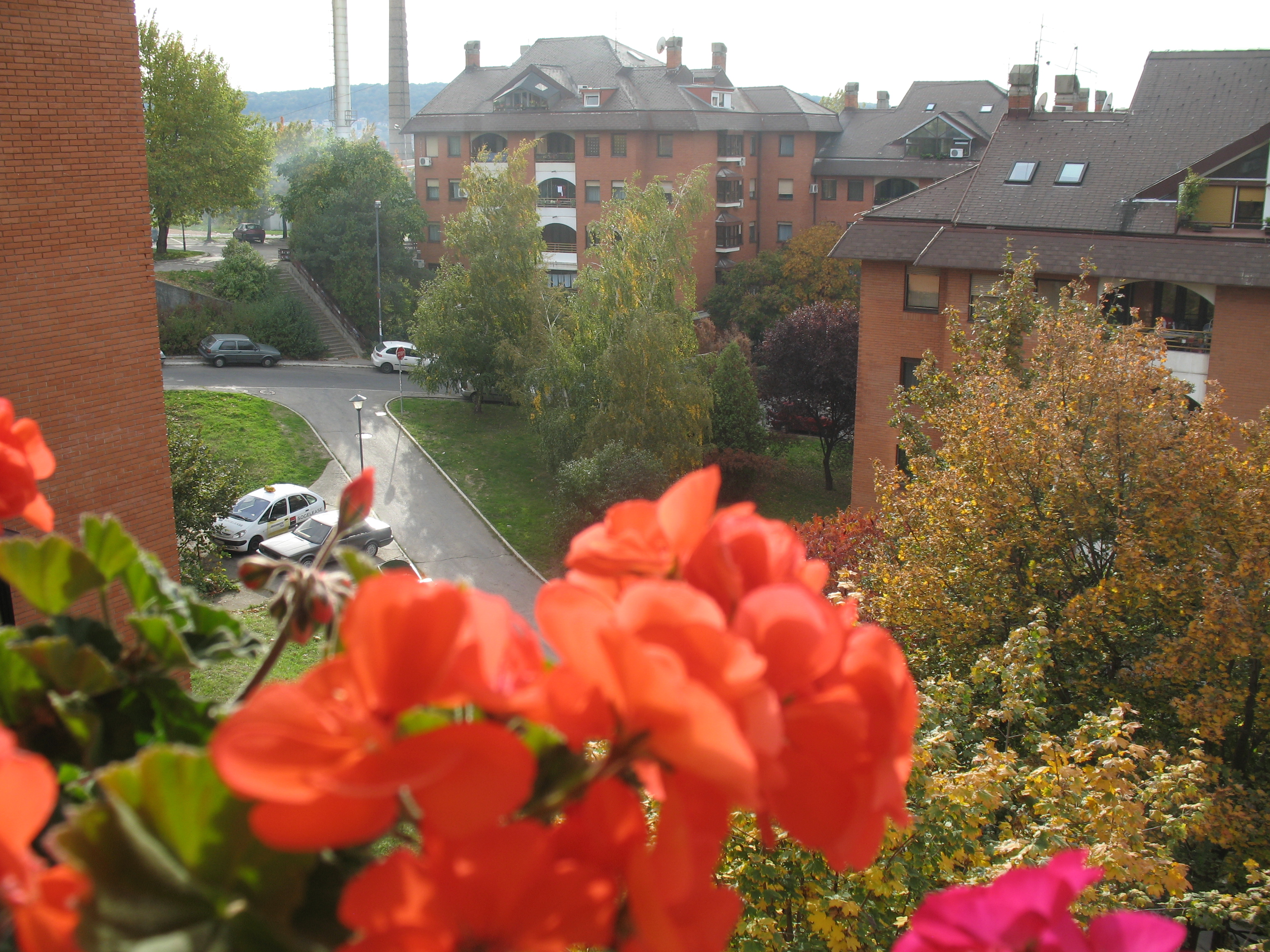
Domy na sídlišti Višnjička banja.

Višnjička banja (v srbské cyrilici Вишњичка бања) je sídliště na východním okraji srbské metropole Bělehradu, vzdálené celkem 6 km od Náměstí republiky. Administrativně spadá pod opštinu Palilula. 

## Historie
Sídliště vzniklo podle jednotného urbanistického plánu. Budováno bylo v několika etapách. Předpokládán byl vznik celku s vysokou hustotou osídlení, školou (vybudována v roce 2012) a dvěma školkami (zrealizována pouze jedna). Obytné celky byly tvořeny patrovými bloky označenými písmeny A-H. Investorem byla společnost Energoprojekt a urbanistický plán vznikl podle projektantů Dragoljuba a Ljiljany Bakićových. 
Sídliště bylo realizováno v blízkosti vilové zástavby, která vznikla v přímé blízkosti řeky Dunaje v polovině 60. let 20. století. Většina stavebních prací probíhala v závěru 70. let 20. století, kdy vznikla značná část budov současného sídliště. Realizováno bylo 1054 bytů, zbudované domy byly různých uspořádání i podob. Kromě čtyřpatrových městských domů vznikly také nízké řadové domy, tzv. karingtonky. Stavební práce byly dokončeny v 80. letech 20. století. 
Relativně novátorské sídliště, které v metropoli tehdejší Jugoslávie vzniklo, bylo v roce 1982 kritizováno jako příliš luxusní, s velkými byty pro potřeby běžných obyvatel a vysokými náklady na výstavbu. Kladla se otázka, zda se stavbou takových celků rychle nevyčerpávají prostředky pro obnovu bytového fondu. Poté, co aféra utichla, bylo sídliště prezentováno jako nejmodernější celek svého typu na území Jugoslávie.